# Georges Beauniée
Georges Beauniée, né à Dreux le 18 septembre 1874 et mort le 6 octobre 1943 à Garnay est un architecte français.

## Biographie
Il est fait officier d'académie en 1903 à la suite de la réalisation du chantier de doublement des voies entre la gare de Clamart et la gare Montparnasse.
Il est fait chevalier de la Légion d'honneur le 12 juin 1931 par un décret du ministère de la Santé publique, Camille Blaisot.
Sa nomination à l'ordre national de la Légion d'honneur est accompagnée de la citation suivante : « A construit 40 groupes scolaires, 5 hôpitaux (dont l'hôpital de Dreux et l'hôpital Emery Caron à Dreux), 2 asiles de vieillards, à Dreux, la crèche municipale de Dreux, la maternité de Dreux, de nombreuses crèches communales, plus de 400 maisons à bon marché. A réalisé également dans une vingtaine de communes, des adductions d'eaux potables ».

## Principales réalisations
- Abattoir de Dreux, 93, rue du Commandant Beaurepaire, Dreux, 1897-1901[6].
- Hôpital-hospice de Dreux (1910-1913), inauguré le 26 octobre 1913 par le président Raymond Pointcaré[7],[8], détruit à la fin des années 1980[9] ;
- Théâtre municipal de Dreux, place Mésirard, Dreux, 1909-1911[10] ;
- Crèche municipale jointe à l'ancien pensionnat Saint-Pierre de Dreux, dont l'ancienne chapelle abrite aujourd'hui le musée d'Art et d'Histoire de Dreux, 1916,  Inscrit MH (2022)[11],[12] ;
- Complexe sanatorial des Bas-Buissons de Dreux, rue de la Muette, Dreux, 1928-1932, projet élaboré conjointement avec André Sarrut,  Labélisé ACR (2014),  Inscrit MH (2022)[13] ;
- Groupe scolaire Ferdinand-Buisson et cité-jardin des Rochelles, rue Jean Poulmarc'h, Dreux, 1931-1936, projet élaboré conjointement avec André Sarrut,  Labélisé ACR (2016)[14],[12].
- Collège de garçons de Verneuil-sur-Avre (1931).

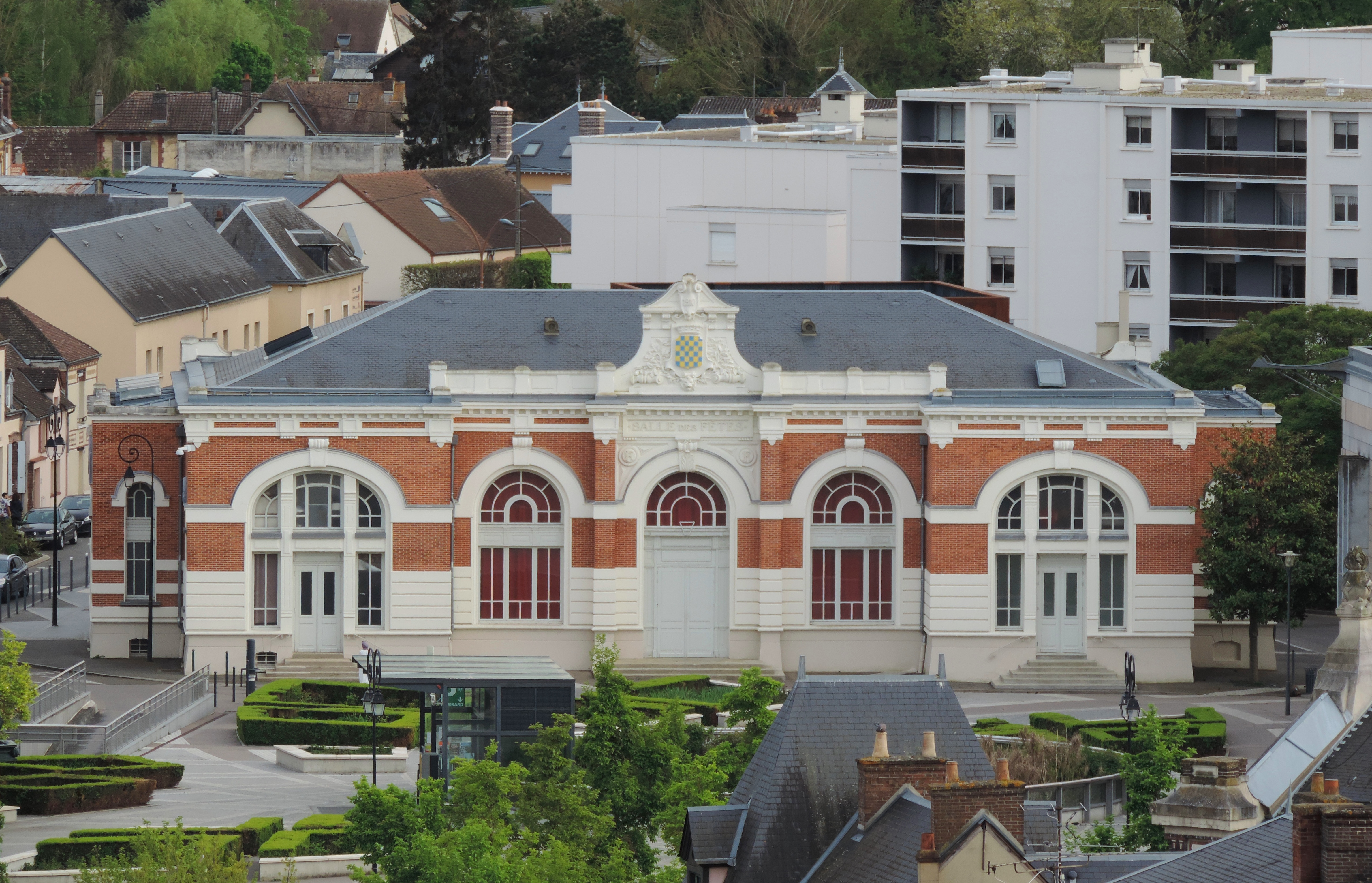
Le théâtre de Dreux depuis le domaine de la chapelle royale.
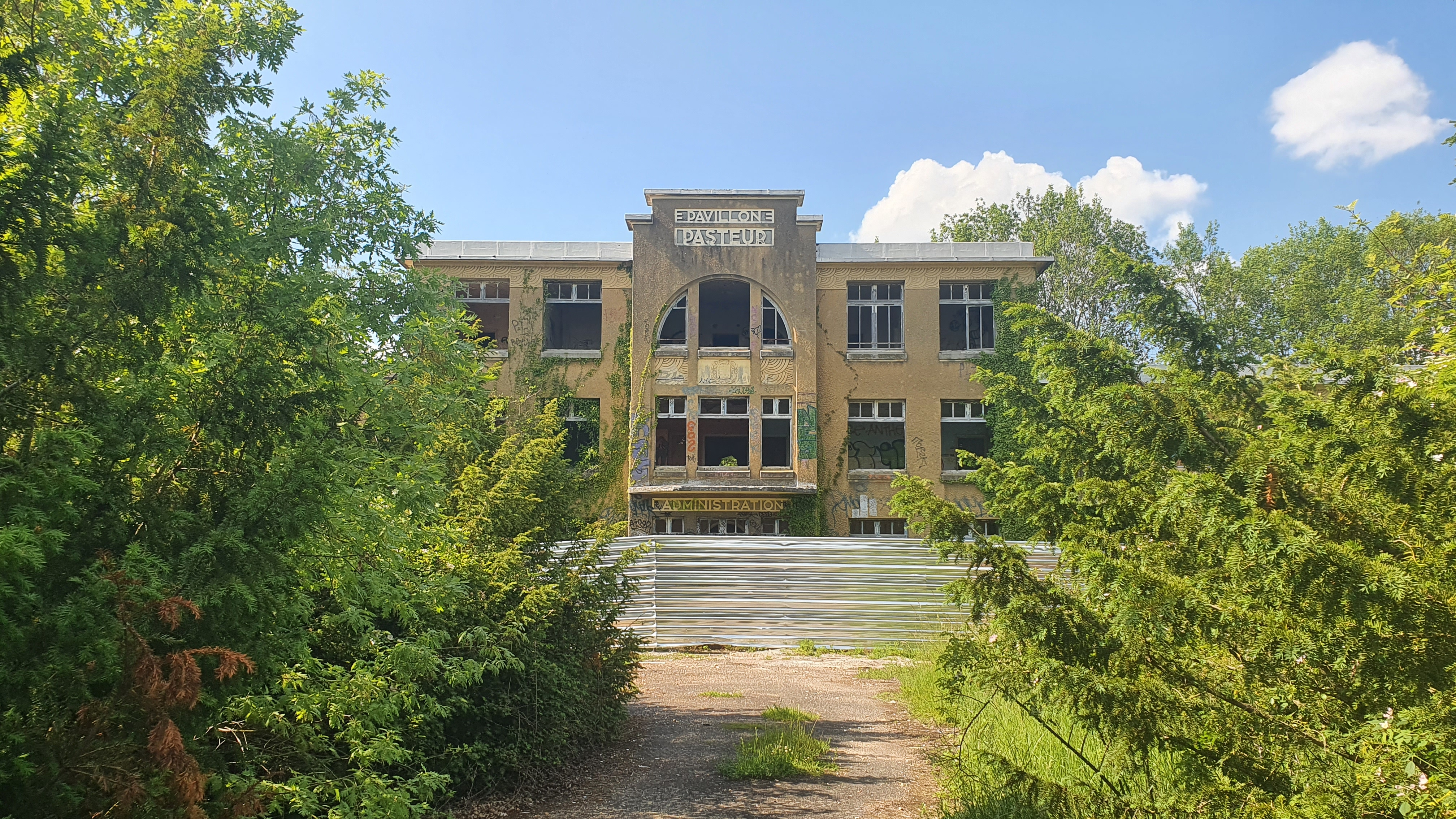
Le Sanatorium de Dreux - Pavillon Pasteur.